# It's Only Rock 'n' Roll (videogioco)
It's Only Rock 'n' Roll è un videogioco sulla gestione economica di un gruppo musicale, pubblicato nel 1983 per ZX Spectrum e nel 1984 per Commodore 64 dalla casa discografica K-tel, entrata per qualche tempo nel mercato del software. Xonox pubblicò anche una conversione su cartuccia per ColecoVision nel 1984.
La versione Spectrum uscì su cassetta a doppio lato insieme a Tomb of Dracula, un gioco di esplorazione di un labirinto con grafica molto semplice.

## Modalità di gioco
Il giocatore gestisce un gruppo pop, inizialmente sconosciuto, con l'obiettivo di portarlo al successo, fino a guadagnare un milione e acquistare tre status symbol.
L'interfaccia è puramente testuale, in inglese, e composta da menù in cui si effettuano scelte da tastiera e rapporti sui risultati. L'unica scena grafica, decorativa e opzionale, raffigura il gruppo durante le esibizioni dal vivo.
Le azioni di gioco avvengono in turni corrispondenti a un mese e includono comporre canzoni, fare concerti e tournée, ingaggiare un agente, incidere album, fare promozione e altro. Le nuove canzoni vengono mostrate come una serie di strofe con testo generato in modo casuale.
Oltre al denaro, come risorsa si ha l'energia, che si spende per mettere più o meno impegno nelle esibizioni e può essere recuperata col riposo.
Gli indicatori fondamentali sono la felicità e la popolarità del gruppo. Mentre all'inizio del gioco il gruppo può soltanto esibirsi in strada, con l'aumentare della popolarità vengono offerte possibilità sempre più prestigiose. Si termina con la sconfitta e lo scioglimento del gruppo se la felicità crolla o se passano troppi anni.
Vari tipi di eventi casuali possono influire sul mercato e sugli indicatori.